# Azizpur
Azizpur è una suddivisione dell'India, classificata come census town, di 10.008 abitanti, situata nel distretto di Agra, nello stato federato dell'Uttar Pradesh. In base al numero di abitanti la città rientra nella classe IV (da 10.000 a 19.999 persone).

## Geografia fisica
La città è situata a 26° 58' 35 N e 79° 13' 17 E e ha un'altitudine di 141 m s.l.m..

## Società

### Evoluzione demografica
Al censimento del 2001 la popolazione di Azizpur assommava a 10.008 persone, delle quali 5.432 maschi e 4.576 femmine. I bambini di età inferiore o uguale ai sei anni assommavano a 2.025, dei quali 1.084 maschi e 941 femmine. Infine, coloro che erano in grado di saper almeno leggere e scrivere erano 4.113, dei quali 2.753 maschi e 1.360 femmine.